# Teralatirus cayohuesonicus
Teralatirus cayohuesonicus är en snäckart som först beskrevs av G. B. Sowerby III 1878.  Teralatirus cayohuesonicus ingår i släktet Teralatirus och familjen Fasciolariidae. Inga underarter finns listade i Catalogue of Life.